# Castulo laeta
Castulo laeta là một loài bướm đêm thuộc phân họ Arctiinae, họ Erebidae.